# بخش سن-ژان-دو-موری‌ان
بخش سن-ژان-دو-موری‌ان (به فرانسوی: Arrondissement de Saint-Jean-de-Maurienne) یک بخش در فرانسه است که در ساووآ واقع شده‌است.